# Barranquilla
För andra betydelser, se Barranquilla (olika betydelser).
Barranquilla är en kommun och huvudstad i Atlánticodepartementet i norra Colombia. Barranquilla ligger vid Magdalenafloden, inte långt från dess utflöde vid Karibiska havet. Bebyggelsen kan spåras tillbaka till 1629, men först den 7 april 1813 etablerades orten som en by. Här byggdes år 1919 flygplatsen "Ernesto Cortissoz", som var Sydamerikas första flygplats.

## Stad och storstadsområde
Barranquilla hade 1 167 073 invånare år 2008, med totalt 1 171 180 invånare i hela kommunen på en yta av 168 km².
Hela storstadsområdet, Área Metropolitana de Barranquilla, består av fem kommuner med sammanlagt 1 846 676 invånare år 2008 på en yta av 512 km². Förutom Barranquilla ingår kommunerna Galapa, Malambo, Puerto Colombia och Soledad i området.

## Kriminalitet
Under 2010 rapporterades om en ökad mängd våld och allmän brottslighet i staden. Drogrelaterade massakrer är inte ovanliga.

## Sport

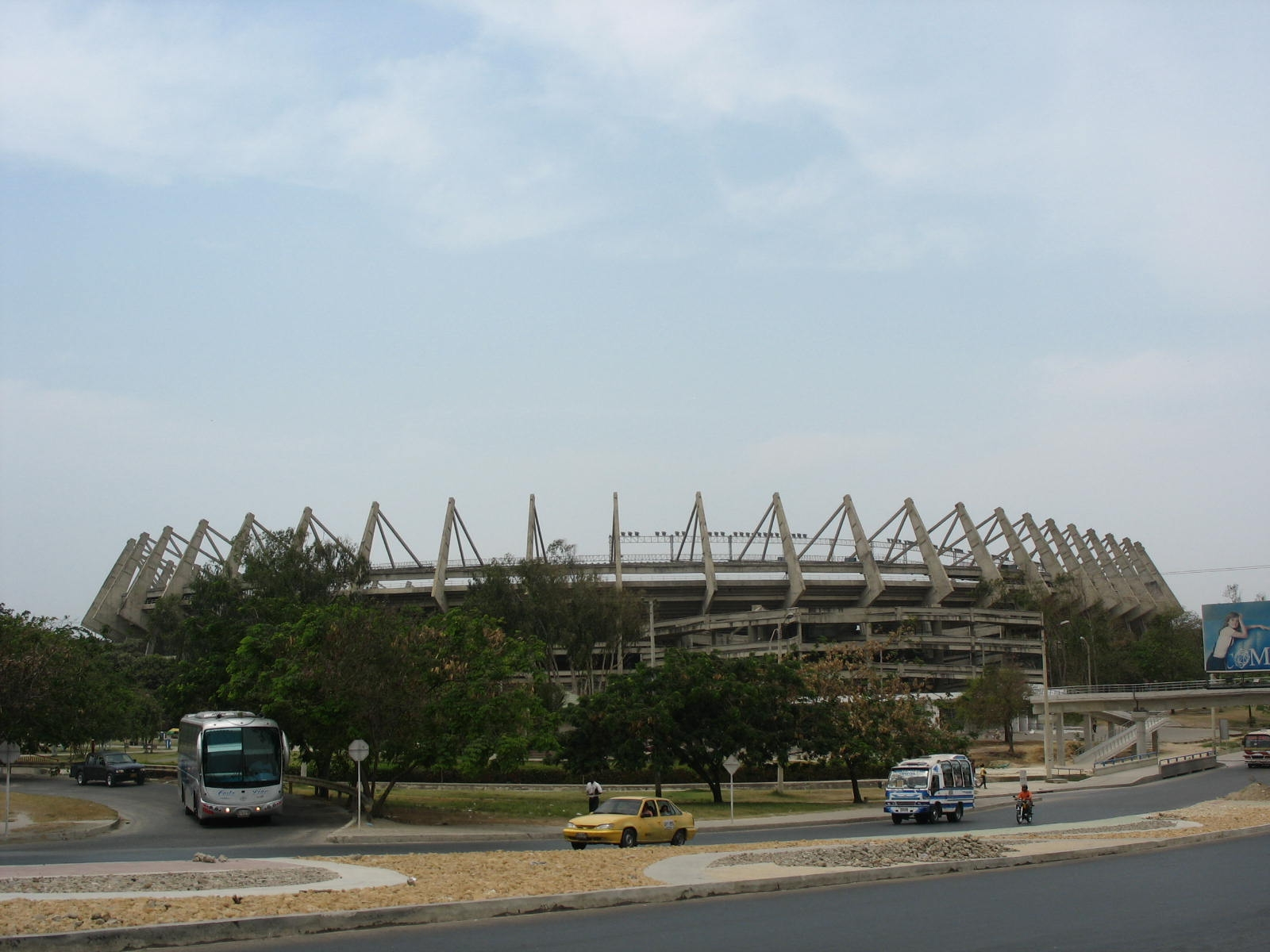
Fotbollsarenan Estadio Metropolitano Roberto Meléndez belägen i utkanten av staden.

Baseboll är populärt och ortens fotbollslag Atlético Junior spelar sina hemmamatcher på Estadio Metropolitano.

## Barranquilla i populärkulturen
Orten nämns i sången "Hips Don't Lie" från 2006 av den colombianska popsångerskan Shakira, som är född i Barranquilla. Även bland andra skådespelerskan Sofia Vergara är född i staden.